# György Ambrózy
György Ambrózy  (Giorgius Ambrosius)  (n.18 aprilie 1694, Alsókubin, Slovacia - d.5 iunie 1746, Csetnek), Slovacia a fost un scriitor, autor de scrieri teologice luterane maghiar, de origine slovacă. Între 1741 și 1746 a îndeplinit funcția de episcop luteran al eparhiei Tisa din Ungaria Superioară.